# Ait Makhlouf
Ait Makhlouf  (in arabo أيت مخلوف‎?) è un centro abitato e comune rurale del Marocco situato nella provincia di Taroudant, regione di Souss-Massa. Conta una popolazione di 4 752 abitanti (censimento 2014).